# Mikro- og makrotilstand
En mikrotilstand er inden for statistisk mekanik en beskrivelse af et system, hvor alle delsystemers tilstande er kendte. I termodynamik vil man dog ofte kun være i stand til at måle på det samlede system og ikke på hver enkelt delsystem. Denne makroskopiske beskrivelse kaldes for en makrotilstand. Da flere forskellige mikrotilstande kan give samme makrotilstand, kan makrotilstande have forskellige sandsynligheder, selvom mikrotilstandene alle er lige sandsynlige.